# Mantella nigricans
Mantella nigricans är en groddjursart som beskrevs av Jean Guibé 1978. Mantella nigricans ingår i släktet Mantella och familjen Mantellidae. IUCN kategoriserar arten globalt som livskraftig. Inga underarter finns listade i Catalogue of Life.